# Empis alanica
Empis alanica är en tvåvingeart som beskrevs av Igor Shamshev 1998. Empis alanica ingår i släktet Empis och familjen dansflugor. Inga underarter finns listade i Catalogue of Life.